# アオゲイトウ
アオゲイトウ（青鶏頭、学名: Amaranthus retroflexus）は、ヒユ科ヒユ属の一年草。空き地、荒地、道端、畑などに生育し、駆除が厄介な植物である。

## 形態・生態
茎は高さ1〜2メートルになり、直立する。成形の茎は直立した時に赤みを帯びる。茎には縦線がくっきりと出ている。
葉は細長いひし形で、先が鋭い。互生につく。
夏から秋にかけて、緑色の太く短い花穂をつける。花穂は葉腋から出てくる。

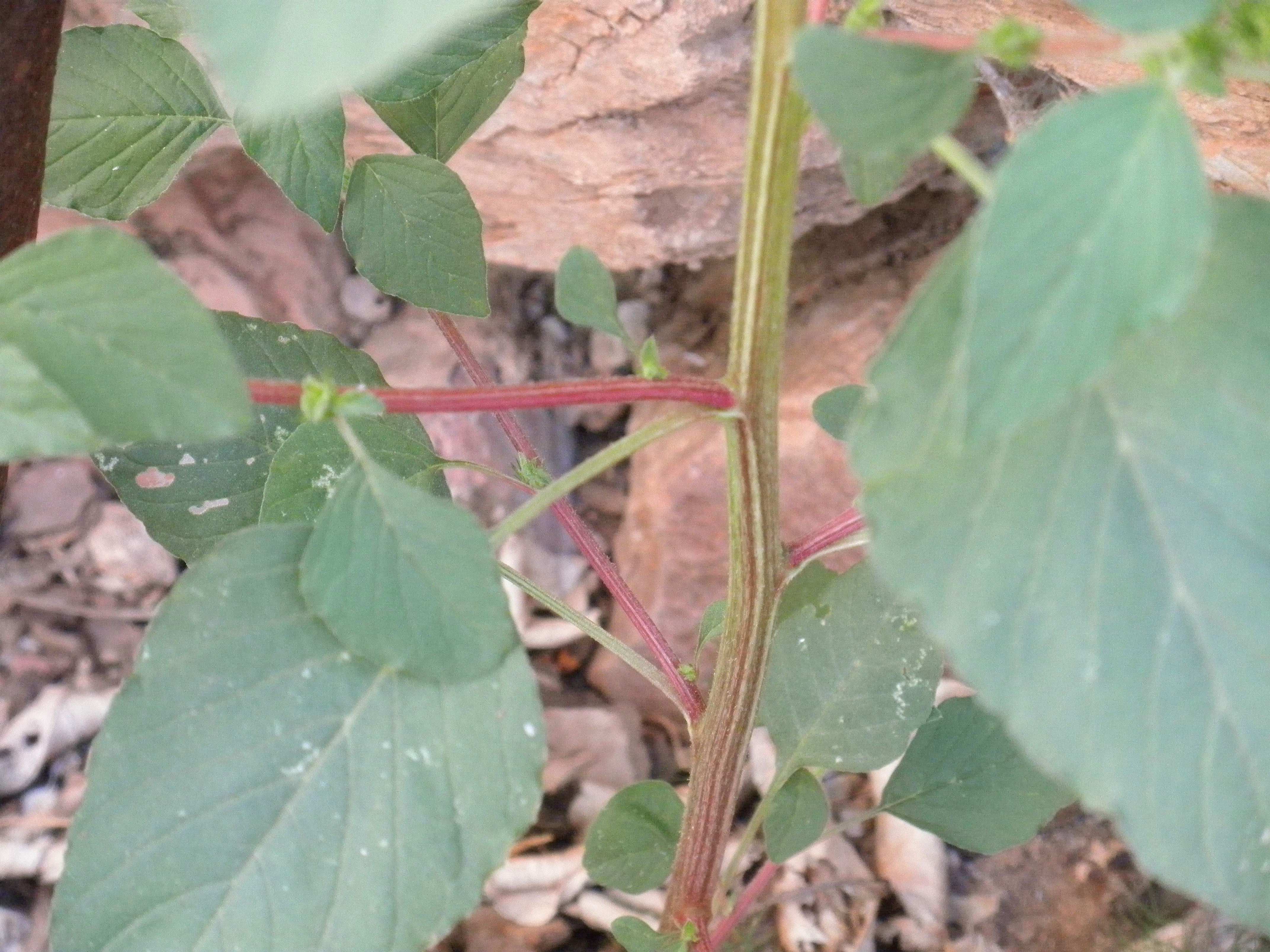
茎
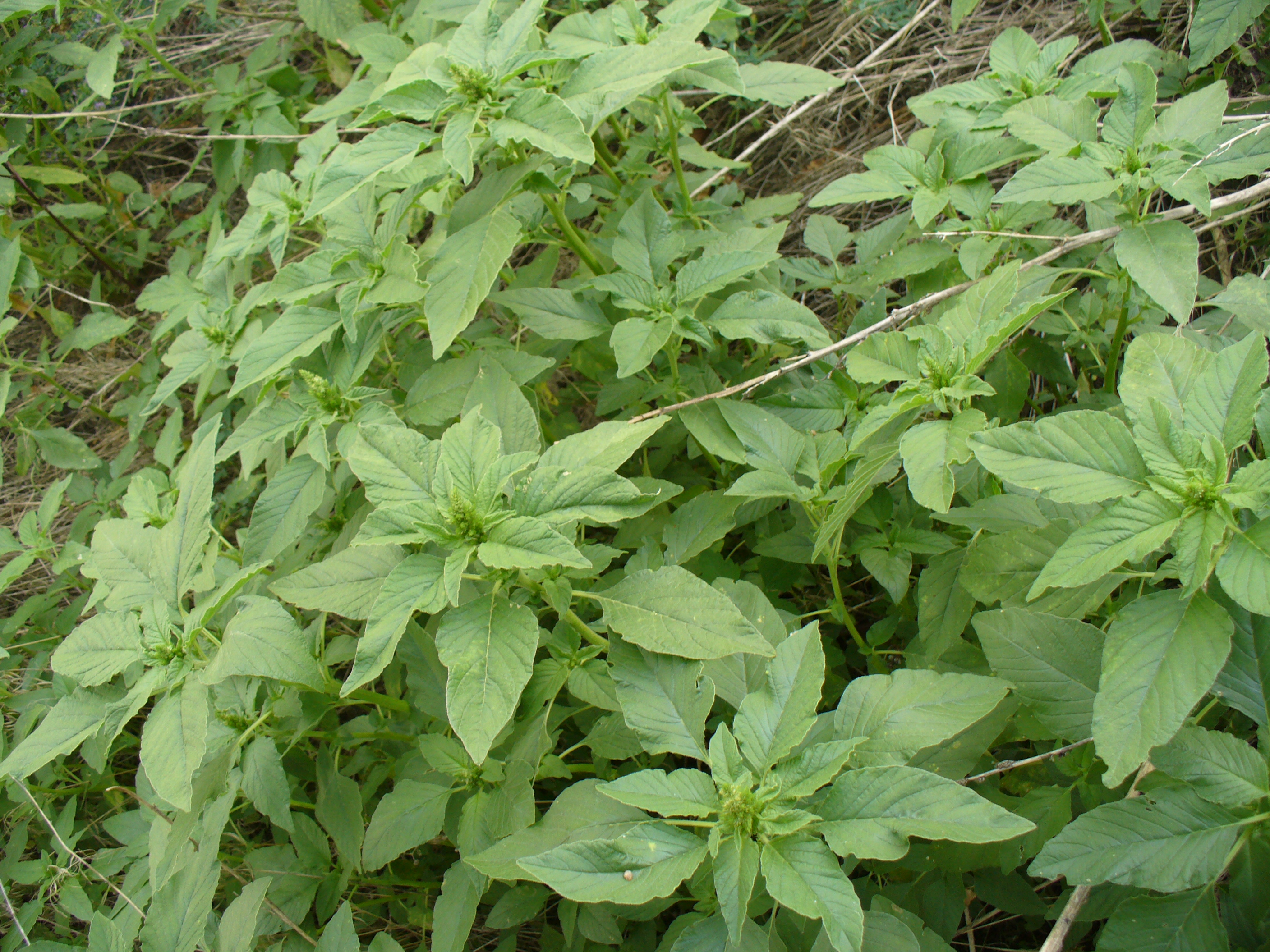
葉
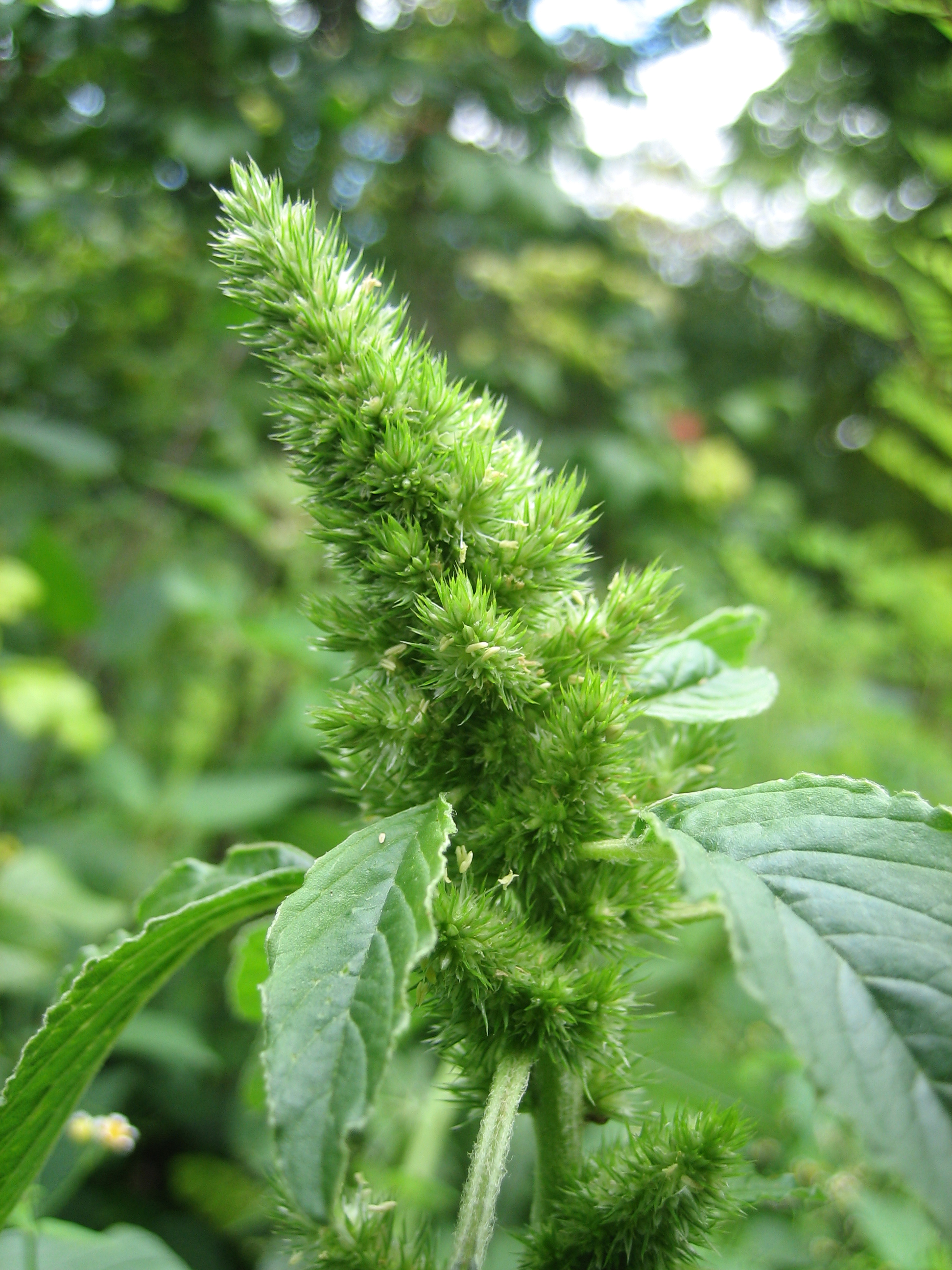
花穂
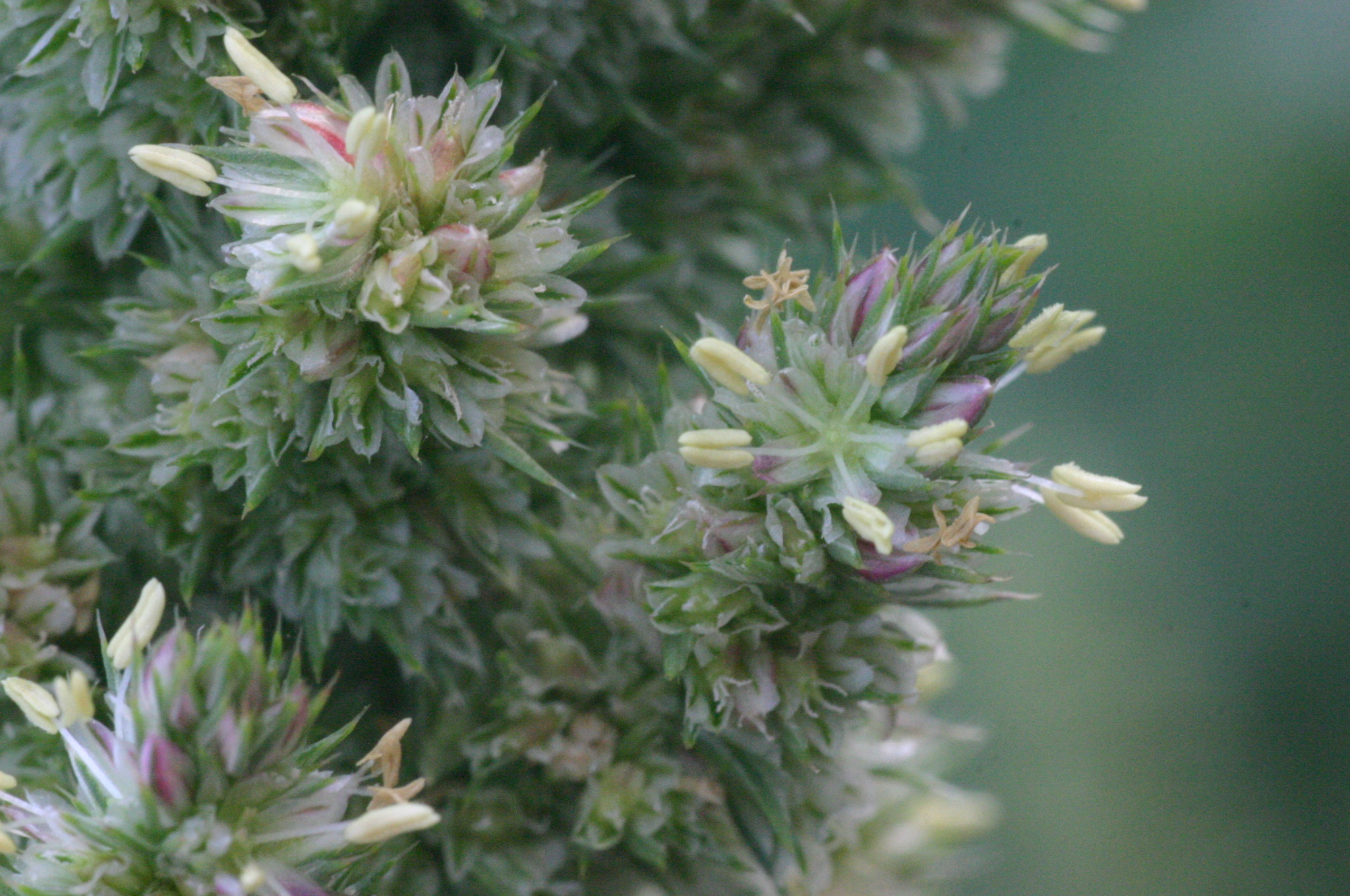
花
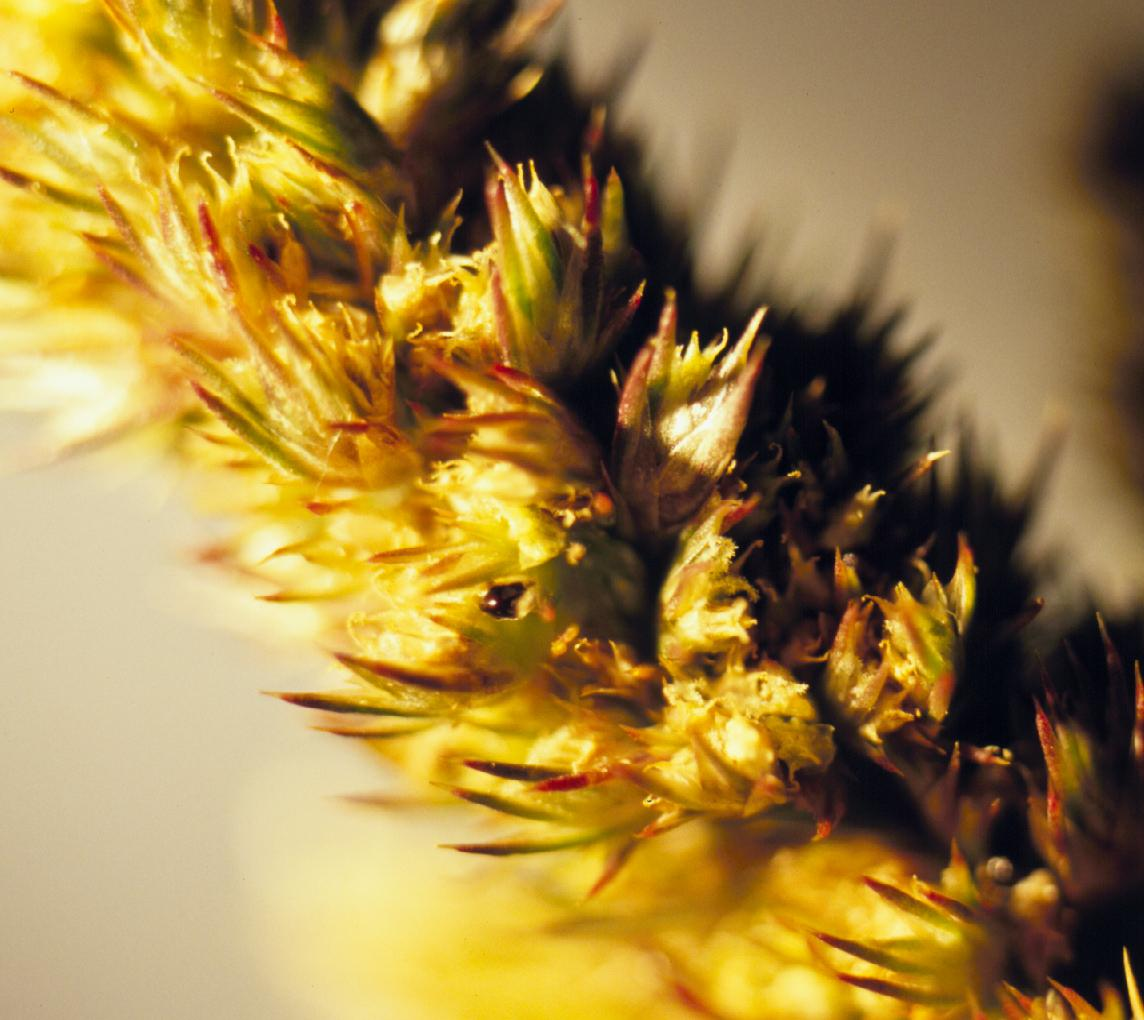
果実
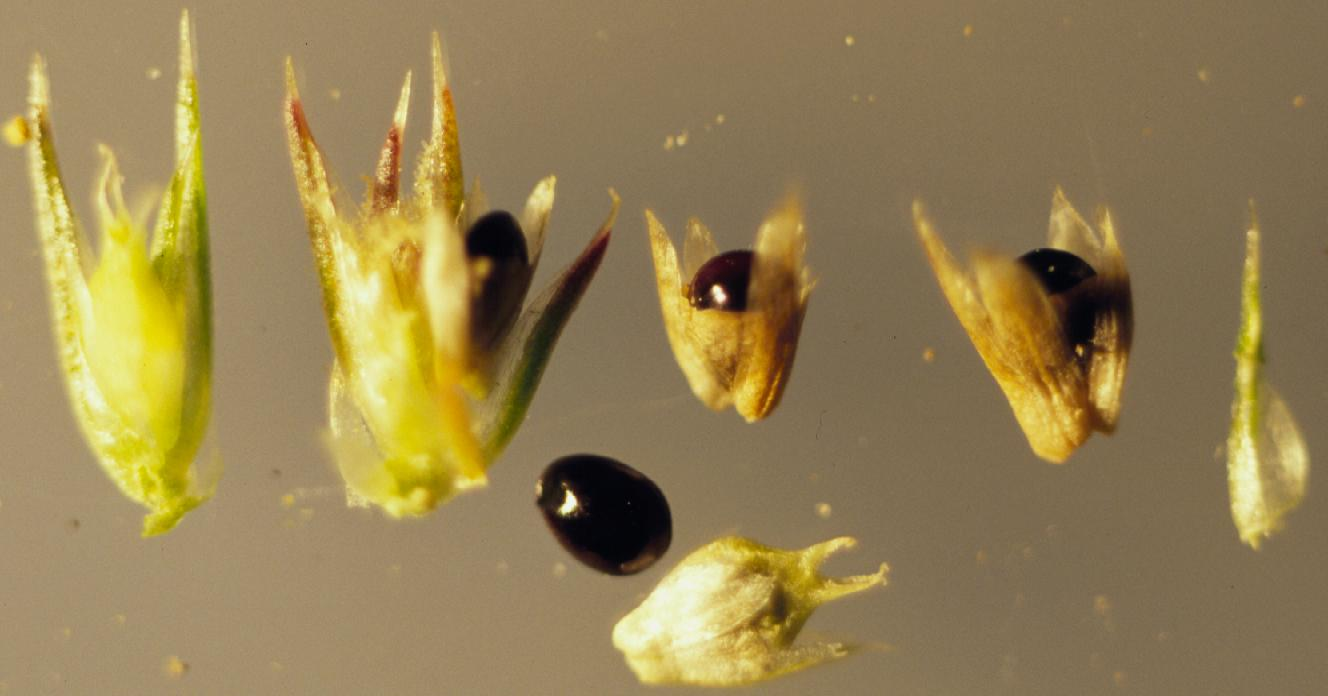
種子

## 分布
熱帯アメリカ原産で、外来種（帰化植物）として日本などに分布している。

## 人間との関わり

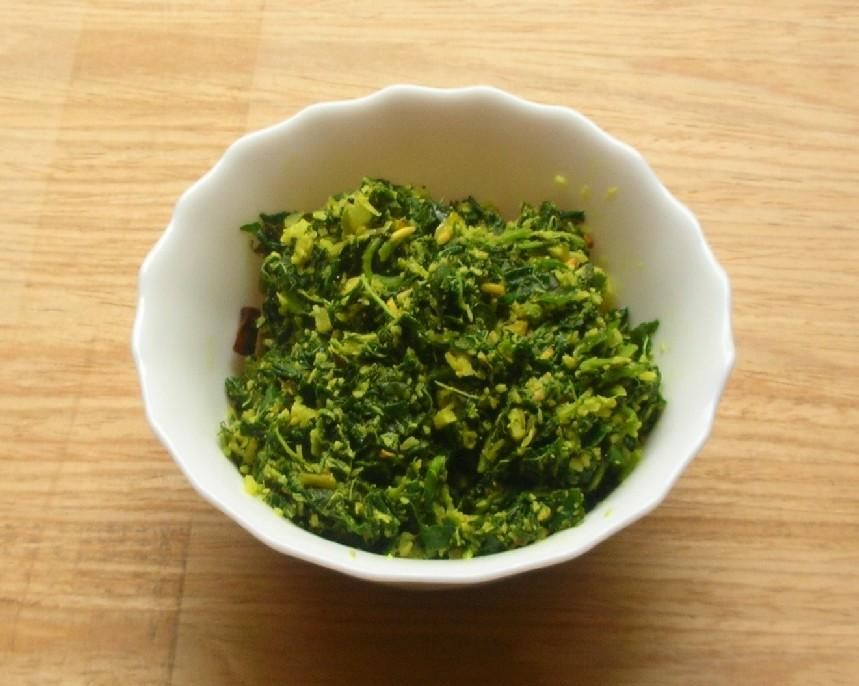

毒性（腎毒性）を有する。腹腔内に褐色の液体に貯留されている。腎周囲の浮腫。
若芽・若葉は食用可能。

## 近縁種
- ヒメアオゲイトウ Amaranthus arenicola
- ホソアオゲイトウ Amaranthus hybridus
- ホナガアオゲイトウ Amaranthus powellii
- オオホナガアオゲイトウ Amaranthus palmeri